# Optimus (clavier)
 (juin 2011).

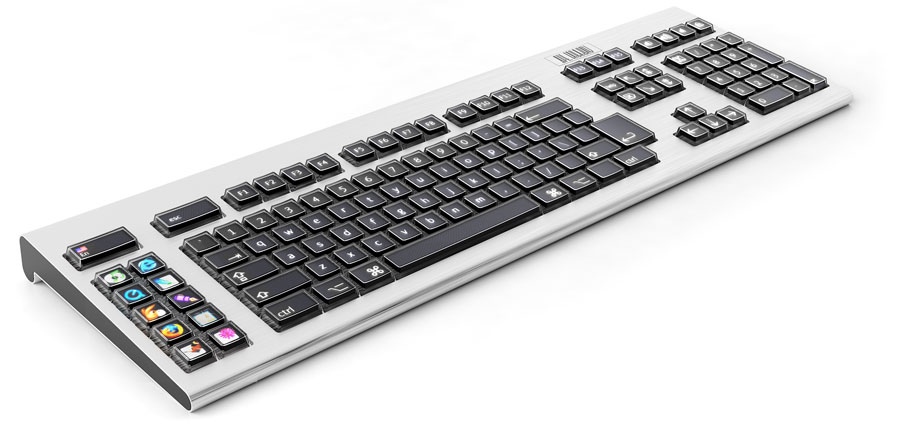
Prototype généré par ordinateur du clavier Optimus-113 par le Studio Lebedev.

Le clavier Optimus est un clavier prototype, mis au point par l’entreprise Art. Lebedev Studio, dirigée par Artemy Lebedev. La particularité de ce clavier sera de posséder sur chacune de ses touches un petit écran OLED qui permettra de changer la touche affichée pour s’adapter à la disposition de touches des différents claviers nationaux (par exemple AZERTY et QWERTY) ou d’afficher une icône symbolisant la fonction de la touche (afficher des flèches de direction sur les touches Z, Q, S et D d’un clavier français pour permettre de mieux repérer les touches de déplacement d’un FPS par exemple).
Le fabricant a annoncé que, dans un premier temps, pour offrir rapidement un premier jet abordable de leur produit, le clavier sera amputé de ses 15 touches supplémentaires prévues à la base, et les afficheurs OLED seront d’abord remplacés par de simples afficheurs LCD monochromes. D’autre part, certaines touches comme « entrée », les touches du pavé numérique, les flèches, la barre espace, ainsi les deux touches « majuscule » seront simplement rétroéclairées par une diode électroluminescente. Ce modèle sera nommé Optimus 103, la version complète du clavier s’appellera l’Optimus 113. Toutefois, le concepteur a souhaité revenir à la technologie OLED en reportant la date de sortie du clavier.
Le fabricant a sorti un modèle disposant de seulement trois touches en août 2006, appelé Optimus Mini Three.
Maintes fois reporté et modifié, le clavier Optimus Maximus est en vente depuis début 2008,.
Un pavé numérique de 15 touches est annoncé pour 2009,.
Un autre projet de clavier, le Optimus Tactus est à l’étude, celui-ci ne comportera aucune touche, et proposera à la place une configuration complète de l’ensemble de la zone tactile, en quelque sorte à rapprocher d’un écran tactile ou d’une tablette graphique avec afficheur incorporé.